# Hyposmocoma bilineata
Hyposmocoma bilineata là một loài bướm đêm thuộc họ Cosmopterigidae. Nó là loài đặc hữu của Oahu. Loài địa phương ở núi Waianae, ở đó nó was collected on an altitude between 2,000 và 3,000 feet.